# 滇西北点地梅
滇西北点地梅（学名：Androsace delavayi）为报春花科点地梅属下的一个种。

## 扩展阅读
維基物種上的相關：滇西北点地梅